# خوردی ویلاکامپا
خوردی ویلاکامپا (اسپانیایی: Jordi Villacampa‎؛ زادهٔ ۱۱ اکتبر ۱۹۶۳) بازیکن بسکتبال اهل اسپانیا بود.
از باشگاه‌هایی که در آن بازی کرده‌است می‌توان به باشگاه بسکتبال یوونتوت بادالونا اشاره کرد.
وی در مسابقات کشوری و بین‌المللی در مجموع برندهٔ ۱ مدال برنز شده‌است.